# Stabaek Minnesota Bandy
Stabaek Minnesota Bandy var en amerikansk bandyklubb från staden Minneapolis. Laget spelade flera säsonger i den högsta serien i USA. Efter säsongen 2001/2002 lades laget ner och flera av spelarna grundade klubben Minnesota Blades.

### Fotnoter
1. ↑  http://www.usabandy.com/page/show/615106-division-i-2012-2013-?subseason=83572 
Division I - 2012-2013 Regular Season